# Cooper Car
Die Cooper Car Co. Ltd. war ein britischer Automobilhersteller, der 1919–1923 in Bedford ansässig war. Nichts zu tun hat diese Firma mit der gleichnamigen Gesellschaft in Surbiton (Surrey), die ab 1946 Rennsportwagen und später auch den Mini Cooper baute.
Der Cooper 11 hp war ein zweisitziger, offener Tourenwagen, der 1919 erschien. Obwohl der Hersteller in Bedford war, wurden die meisten Wagen in Coventry gebaut. Angetrieben wurden sie von wassergekühlten, obengesteuerten Vierzylindermotoren mit 1,4 l Hubraum.
1923 musste die Firma aus wirtschaftlichen Gründen ihre Tore schließen.

## Modelle
| Modell | Bauzeitraum | Zylinder | Hubraum  | Radstand |
| ------ | ----------- | -------- | -------- | -------- |
| 11 hp  | 1919–1923   | 4 Reihe  | 1368 cm³ |          |

## Quelle
- David Culshaw, Peter Horrobin: The Complete Catalogue of British Cars. 1895–1975. New edition, reprint. Veloce Publishing plc., Dorchester 1999, ISBN 1-874105-93-6.